# Çifteler (stad)
Çifteler is een stadje in de Turkse provincie Eskişehir en telt ongeveer 5500 inwoners. Çifteler ligt op 876 meter boven zeeniveau.